# John Oswald

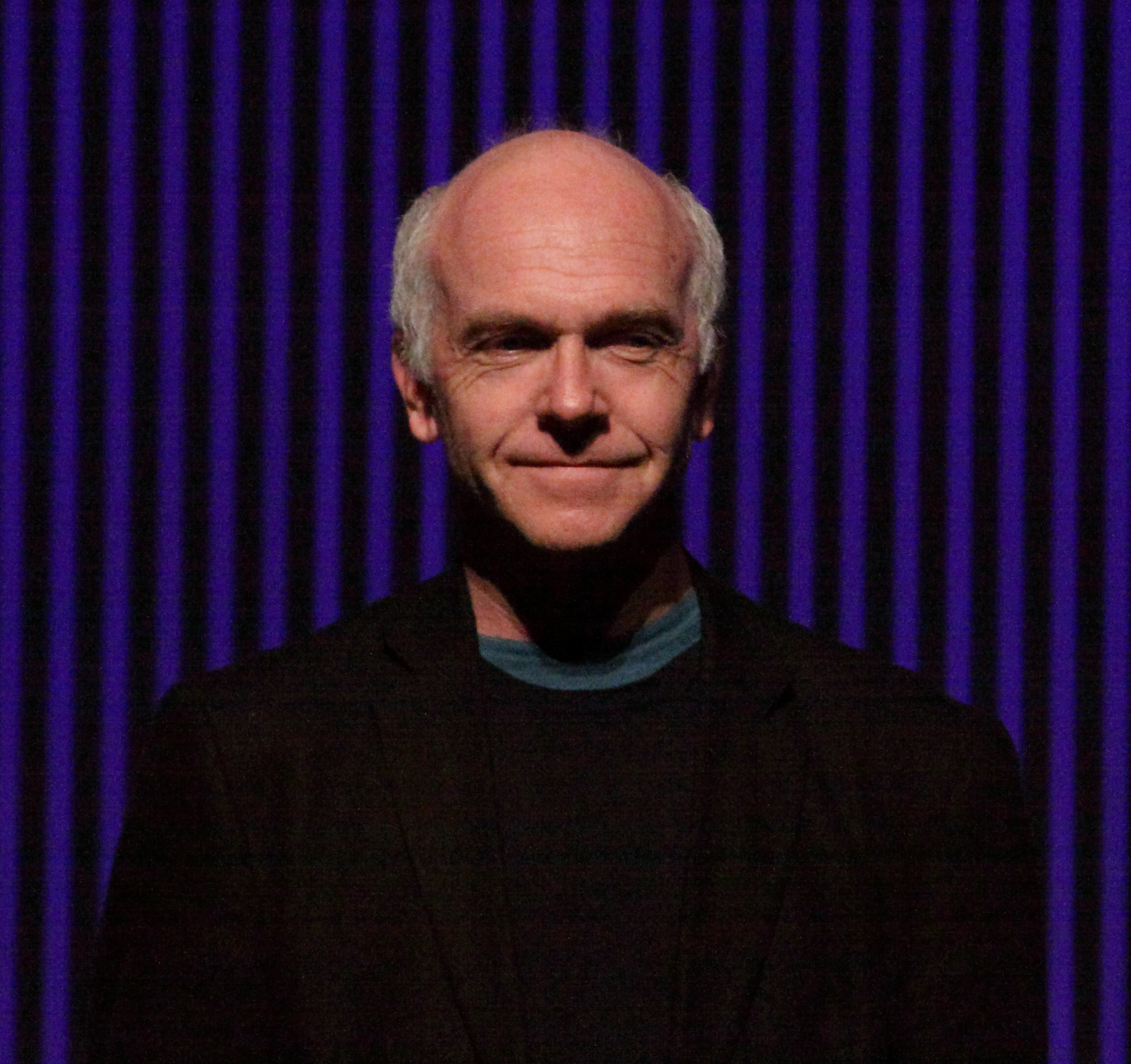
John Oswald (2016)

John Anthony Oswald (* 30. Mai 1953 in Kitchener (Ontario)) ist ein kanadischer Improvisationsmusiker (Altsaxophonist, Samples) und Komponist. Seine Plunderphonics, geplünderte Klänge aus anderen Musikstücken, die verfremdet als Klangcollage neumontiert wurden, haben ihn international bekannt gemacht.

## Leben und Wirken
Oswald studierte an der Simon Fraser University bei R. Murray Schafer und Barry Truax, bevor er seine Studien in Toronto bei David Rosenboom, Casey Sokol, Richard Teitelbaum und James Tenney an der York University fortsetzte. Oswald arbeitete zunächst als Saxophonist mit Marvin Green in der Gruppe Pitch, die Konzerte in der absoluten Dunkelheit gab, und war ab 1977 Mitglied des Glass Orchestra (das nur Instrumente aus Glas spielte). Ab 1977 nahm er mit Henry Kaiser die Alben Ice Death (1977) und Improvised (1978) auf; kurz darauf folgte ein Duoalbum mit Toshinori Kondō und ein Soloalbum (Alto Saxophone, 1981). Auch nahm er mit Alfred Harth auf und leitete das Improvisationsensemble Pool, das bis 1988 bestand. Seit 1994 ist er Mitglied des Torontoer Improvisationsensembles CCMC. Auch arbeitete er mit Paul Haines (Darn It), dem Kronos Quartet (Short Stories, 1993) und Derek Bailey (Play Backs, 1998) zusammen.
Daneben komponierte er Ballettmusiken für unterschiedliche Choreographen (z. B. Denise Fujiwara oder James Kudelka). 1980 gründete Oswald das Mystery Tapes Laboratory, das Musik- und Klangcollagen herstellte und vertrieb, bei denen weder die Quellen der Klänge angegeben wurden noch weitere Erklärungen gegeben wurden. 1987 erschien seine EP Plunderphonics, die mit Hilfe des von ihm entwickelten Microsamplings Material von Count Basie, Dolly Parton, Elvis Presley und Le sacre du printemps neu kombinierte. Auf der gleichnamigen CD, die folgte, waren auch rekombinierte Stücke der Beatles, von Glen Gould (Goldberg-Variationen), Michael Jackson, Anton Webern, Franz Liszt und anderer Urheber enthalten; alle für die Collage verwendeten Quellen waren genau angegeben. Das Album musste 1990 nach einer Klage der Canadian Recording Association wegen Urheberrechtsverletzung aus dem Vertrieb genommen werden. 1991 beauftragte das Label Elektra Oswald, seinen Katalog zu plündern; 1991 kam das resultierende Album Rubáiyát Plunderphonics auf den Markt. Mit dem Stück Dark Star von Grateful Dead setzte sich das von ihm produzierte Album Grayfolded: Transitive Axis eingehend auseinander, nachdem zuvor bereits Nine Examples of Plunderphonic Technics die Vorgehensweise Oswalds genauer vorgestellt hatte.

## Werke
- aparanthesi A (2000–03)
- aparanthesi B (2000–03)
- Bell Speeds (1983, 90)
- Blur (Bolton Chili Overdire); 1 Moment, 2 Wow, 3 Nest
- Burrows (1974–75)
- Compact (R.E.M.T.V. Hammercamp); 1 Phase, 2 Snap
- Cyfer (Depeche Mould)
- from Burrows: silence to say (1974)
- Grayfolded (1995)
- Homonymy (1998), flûte, hautbois, clarinette, basson, cor, trombone, percussions, violon, violoncelle, contrebasse et bande vidéo
- Mad Mod (Jello Bellafonte)
- Manifold (Bing Stingspreen); 1 Philosophy, 2 Phase
- Massive (Ozzie Osmond); 1 Hazzard, 2 Warning, 3 Treacherous
- Ohmigone (2001)
- Open (Bo No Ma); 1 Suck, 2 Rip
- Ridge (2001)
- Skindling Shadés (1987)
- Temperature (Beastie Shop Beach); 1 Tempus Amoré (Hyper Love Time), 2 Tempo Pact
- Un paysage (Ouverture) (1996)
- Urge (Marianne Faith No Morrisey); 1 Slow, 2 Slice, 3 Blink
- Velocity (Aretha Vanilli); 1 Tremendous, 2 Tremulous
- Worse (Anthrax Squeeze Factory)
- Zoom (Sinead O'Connick Jr); 1 Alone, 2 Gogh

## Lexikalische Einträge
- John Oswald. In:  Encyclopedia of Music in Canada. herausgegeben von The Canadian Encyclopedia, 8. Januar 2014 (englisch, französisch).
- Todd S. Jenkins: Free Jazz and Free Improvisation. An Encyclopedia. Bd. 2. Greenwood Press, Westport (CT), London 2004, ISBN 0-313-33314-9.